# Phyllonorycter triarcha
Phyllonorycter triarcha är en fjärilsart som först beskrevs av Edward Meyrick 1908.  Phyllonorycter triarcha ingår i släktet guldmalar, och familjen styltmalar.
Artens utbredningsområde är:
- Filippinerna.
- Thailand.

Inga underarter finns listade i Catalogue of Life.